# Sábado Total
Sábado Total  foi um programa de auditório brasileiro produzido e exibido pela RedeTV! entre 30 de junho de 2012 e 28 de março de 2015, nas tardes de sábado. Foi apresentado por Gilberto Barros com direção de Kátia Gardin, que trabalha com Gilberto desde a Rede Record.

## História
Em 29 de março de 2012 o apresentador Gilberto Barros assinou um contrato com a RedeTV! por cerca de três anos após dois meses de negociações. Inicialmente para apresentar um programa nos mesmos moldes de seu antigo programa, Sabadaço exibido pela Rede Bandeirantes. Originalmente a estreia do programa anunciada em 17 de abril de 2012 estava marcada para o dia 16 de junho do mesmo ano. Mais antecipadamente em 13 de junho foi anunciado oficialmente a data de estreia do programa para o dia 30 de junho de 2012. A estreia do programa sabatino concedeu à RedeTV! dois pontos de média no Ibope e pico de três, índices que se repetiram ao longo de sua exibição.

### Fim do programa
Em 28 de março de 2015, a RedeTV! exibiu o último Sábado Total devido aos altos custos de produção e a rescisão do contrato de Gilberto Barros após uma reformulação da programação. No lugar foram exibidas transmissões esportivas em preparação aos Jogos Olímpicos de 2016, no Rio de Janeiro, além do Brasileirão Série B.

## Controvérsias

### Morte de Hebe Camargo
No dia da sua morte, o apresentador do programa, Gilberto Barros iniciou o programa desligando seu microfone e colocando-o em uma caixa dizendo que o mesmo estava sendo aposentado. A colunista do site R7, Fabíola Reipert comentou sobre o fato e disse: "Uma forma meio grosseira de dizer adeus."